# 歌影傳情
《歌影傳情》，是由正視音樂有限公司自成立以來首張獨自出品及發行的唱片，而這唱片於2007年5月30日發行。

## 歌曲目錄
| 編號 | 歌曲名字                | 歌手        | 電视劇集           | 歌曲所屬种类 |
| 01   | 講不出聲                | 關菊英      | 《溏心風暴》       | 主題曲       |
| 02   | 只得一次                | 關淑怡      | 《同事三分親》     | 片尾曲       |
| 03   | 最美麗的第七天          | 鄭嘉穎      | 《最美麗的第七天》 | 主題曲       |
| 04   | 禁戀                    | 佘詩曼      | 《鳳凰四重奏》     | 片尾曲       |
| 05   | 明成皇后                | 汪明荃      | 《明成皇后》       | 主題曲       |
| 06   | 心領                    | 林峯 鍾嘉欣 | 《溏心風暴》       | 片尾曲       |
| 07   | 灰色錯對                | 林保怡      | 《奪命真夫》       | 主題曲       |
| 08   | 第幾天                  | 黃宗澤      | 《賭場風雲》       | 片尾曲       |
| 09   | I'm So In Love With You | 廖碧兒      | 《舞動全城》       | 主題曲       |
| 10   | 金剛                    | 吳卓羲      | 《男人之苦》       | 片尾曲       |